# Funny Pets
『Funny Pets』（ファニーペッツ）は、2006年からテレビ神奈川、KBS京都ほかで放送された3DCGアニメ。

## ストーリー
乗っていたUFOが地球に墜落してしまった宇宙人のクレセントとコロナは、女の子ファニーに拾われ、ファニーのペットとして地球で生活する事となったのだが……。

## 登場人物
ファニー（Funny）
声 - 井川遥
少々わがままな女の人。クレセントやコロナをペットとして飼う事になる。お菓子の類いが大好きなので、それを取られたりしたと判断した際は取り返す為にはたとえ鳥であろうと容赦はしない。ものぐさな面もあり、クレセントらの喧嘩も基本的には放っておくが、危ない武器を使ったりした時には容赦なくお尻ペンペンをする(被害者は大概クレセント)
クレセント（Crescent）
声 - 石野敦士（元Over Drive）
月を象徴したかの様な顔の宇宙人。少々ひがみっぽく、コロナが得をする度にそれを根にもって攻撃して奪い取ったりしようとして失敗したり、成功してもファニーのおしおきを喰らう羽目になっている。
コロナ（Corona）
声 - 古谷充子
太陽を象徴したかの様な顔の宇宙人。ある回ではそれをネタに小型太陽系の太陽にされてしまった事もある。ファニーの心を一番捉えてはいるが、仔猫には敵わなかった。

## その他
電動ノコギリ
ポピーザぱフォーマーから登場する、このシリーズ？最強の切れ味を誇るノコギリ。その切れ味は神をも一刀両断にする
動物一家
ファニーの家周辺に穴を掘って暮らしている5人家族の小動物達(詳細不明)。かなり器用でクレセントの放った弓矢の矢へ乗り、それを乗り物代わりにどこかに飛んでいったり出来る。父親以外の母親と子供達は、空中で無数の矢を見事に避けて乗る芸当を披露していた。情けはあるが容赦が無く、身を守る為には自分の子どもすら平気で盾にしたり、躊躇無く銃をぶっぱなす等人間とは価値観等が異なる面も持つ。
仔猫
最終回に登場。まんま猫なので特に何をする訳でもないが、クレセントとコロナの存在意義を大きく揺さぶり、あまつさえ、彼らの順位すら追い落とす事に成功した。

## スタッフ
- 監督  - 増田龍治
- キャラクターデザイン・美術設定 - 増田若子
- 音楽 - めいなCo.
- 音響デザイン - 中野洋志
- 音響効果 - 倉橋静男
- CGディレクター - 伊藤敬之
- CGデザイナー - 小泉彰男、武藤礼子、比嘉芳明、川越妙子
- VFX - 山本浩平
- プロデューサー - 古賀俊輔
- 製作 - 「Funny Pets」製作委員会（ランブルフィッシュ、tvk、KBS京都、レントラックジャパン、S1-T3CG）[1]

## 各話リスト
話数とサブタイトルはDVDソフトの基準。
| 話数 | サブタイトル   |    | 話数           | サブタイトル |
| ---- | -------------- | -- | -------------- | ------------ |
| 1    | キャンディ     | 13 | 恋             |              |
| 2    | 狩り           | 14 | 恩返し         |              |
| 3    | キャベツ       | 15 | 再生           |              |
| 4    | ブラックホール | 16 | 贈り物         |              |
| 5    | 幽霊           | 17 | 善と悪         |              |
| 6    | 絵本           | 18 | 隠し事         |              |
| 7    | 虹             | 19 | 手当て         |              |
| 8    | 飛行           | 20 | 金魚           |              |
| 9    | 誕生日         | 21 | 禁じられた遊び |              |
| 10   | 三本のマッチ   | 22 | ひとりぼっち   |              |
| 11   | 写真           | 23 | チョコレート   |              |
| 12   | 丸             | 24 | 帰宅           |              |

## 放送局
アニメ自体の放送時間は6分であるが、放送の際は本編の後にキャストによるトークショーを挿入し、放送枠を15分とした「Funny Pets Plus」が放送されている(tvk、KBS京都では本編のみのバージョンも放送されている)。ただし、キッズステーションでは「Plus」は放送されていない。
tvkとKBS京都では、天気予報にFunny Petsのキャラクターが登場しているバージョンが使われている（tvkは2005年11月から2006年3月まで、KBS京都は2010年2月まで放送）。
tvk、KBS京都、チバテレビ、三重テレビでは2006年10月から1クール（3か月）の間、新作が放送された。
| 放送局                            | 放送期間                                               | 放送日時                                  | 備考                       |
| --------------------------------- | ------------------------------------------------------ | ----------------------------------------- | -------------------------- |
| KBS京都                           | （第1期）2006年1月10日 - 3月28日 （第2期）2006年10月 - | （第1期）火曜 25：30 - 25：45 （第2期） - | 製作委員会参加             |
| tvk                               | （第1期）2006年1月13日 - 3月31日 （第2期）2006年10月 - | （第1期）金曜 25：40 - 25：53 （第2期） - | 製作委員会参加             |
| 三重テレビ                        | （第1期）2006年4月 - （第2期）2006年10月 -             |                                           |                            |
| チバテレビ                        | （第1期）2006年4月 - （第2期）2006年10月 -             |                                           |                            |
| とちぎTV                          | 2006年4月 -                                            |                                           |                            |
| キッズステーション                | 2006年4月 -                                            |                                           |                            |
| 長野朝日放送 （テレビ朝日系）     | 2006年7月 -                                            | 毎月最終金曜日のみ                        | キー局系列局では初の放送。 |
| 広島ホームテレビ （テレビ朝日系） | 2006年8月 -                                            |                                           | 1回当たり2話ずつ放送。     |
| 札幌テレビ （日本テレビ系）       | 2006年10月 -                                           |                                           |                            |
| 岐阜放送 （独立UHF局）            | 2008年4月2日 -                                         | 水曜 18：10 - 18：25                      |                            |